# 马丁·鲁贝什
马丁·鲁贝什（1996年9月16日—），捷克男子击剑运动员，2019年夏季世界大学生运动会男子重剑个人金牌得主、2024年夏季奥林匹克运动会男子重剑团体铜牌得主。

## 外部鏈接
- 马丁·鲁贝什在FIE（英语）
- 马丁·鲁贝什在Czech Olympic Committee（捷克语）